# Martín de Orantes
Martín de Orantes o Dorantes fue un conquistador español que participó en la conquista de México. 
Criado y hombre de confianza de Hernán Cortés, por mandato de este fue el encargado de regresar a la Ciudad de México con cartas que certificaban que Cortés seguía vivo y se disponía a regresar para recuperar el gobierno de la Nueva España, del que se había apropiado Gonzalo de Salazar, quien se había hecho con las riendas del poder aduciendo que Cortés y sus hombres habían muerto en la campaña de Honduras.
Estas cartas, la acción de Orantes presentándolas ante el cabildo (que, obedeciendo a Cortés, decidió entregar la gobernación y la capitanía general a Alonso de Estrada y a 
Rodrigo de Albornoz) y la posterior llegada del propio Cortés supusieron un periodo de enfrentamientos y gran tensión que finalmente se resolvieron con el apresamiento de Salazar y sus partidarios.

## Dorantes o De Orantes
El apellido de este personaje aparece escrito de ambas formas en sendas ediciones de la Historia verdadera de la conquista de la Nueva España de Bernal Díaz del Castillo, por lo que los historiadores y escritores posteriores han usado Dorantes o De Orantes según la versión utilizada. Asimismo, en las actas del cabildo de México figuran igualmente las dos formas.